# 古事記王子
古事記王子（こじきおうじ）は、日本の漫画家。主に成人向け漫画を執筆している。
過去には福原君（ふくはらくん）の名前で、一般向けのテレビゲームに関する4コマ漫画（非アダルト系）などを多く執筆していた。

## 作家の変遷

### 「福原君」時代
- 双葉社が刊行しているゲームコミック「4コマまんが王国」シリーズで1996年ごろまで多数の漫画を描いている。同シリーズの編集部においても主力作家とみなされていたとみられる。
- 光文社が刊行しているゲームコミック「4コマギャグバトル」シリーズでも、ザ・キング・オブ・ファイターズ97のアンソロジーなどを手がけている。
- ゲーム王国休刊後、ファンに「更なるマンガ修行のため、もう4コマは描きません。」「またいつか、どこかの雑誌で見かけたら…」という手紙を送っている[1]。彼の福原君時代の漫画をきっかけに漫画家を志し、現在漫画家を生業としている者は多い。

### 「古事記王子」時代
- 1999年頃より、古事記王子の名前で初の成人向け漫画の処女作「カシミヤ」（晋遊舎）を出版。
- その後は成人向け漫画に移行し、2010年現在、計5冊を出版している。

## 作品リスト

### 「福原君」作品
- 双葉社 4コマまんが王国、光文社 4コマギャグバトルシリーズにて多数。
- ボンバーマンリターンズ

### 「古事記王子」作品
以下、全て成人向け漫画である。
- 晋遊舎 カシミヤ（1999年9月）
- ティーアイネット フリージア（2000年10月）
- ティーアイネット アネモネ（2002年10月4日）
- コアマガジン クローバー （2003年12月18日）
- コアマガジン めろめろん さくら組（2006年7月19日）